# Asfaltový šindel

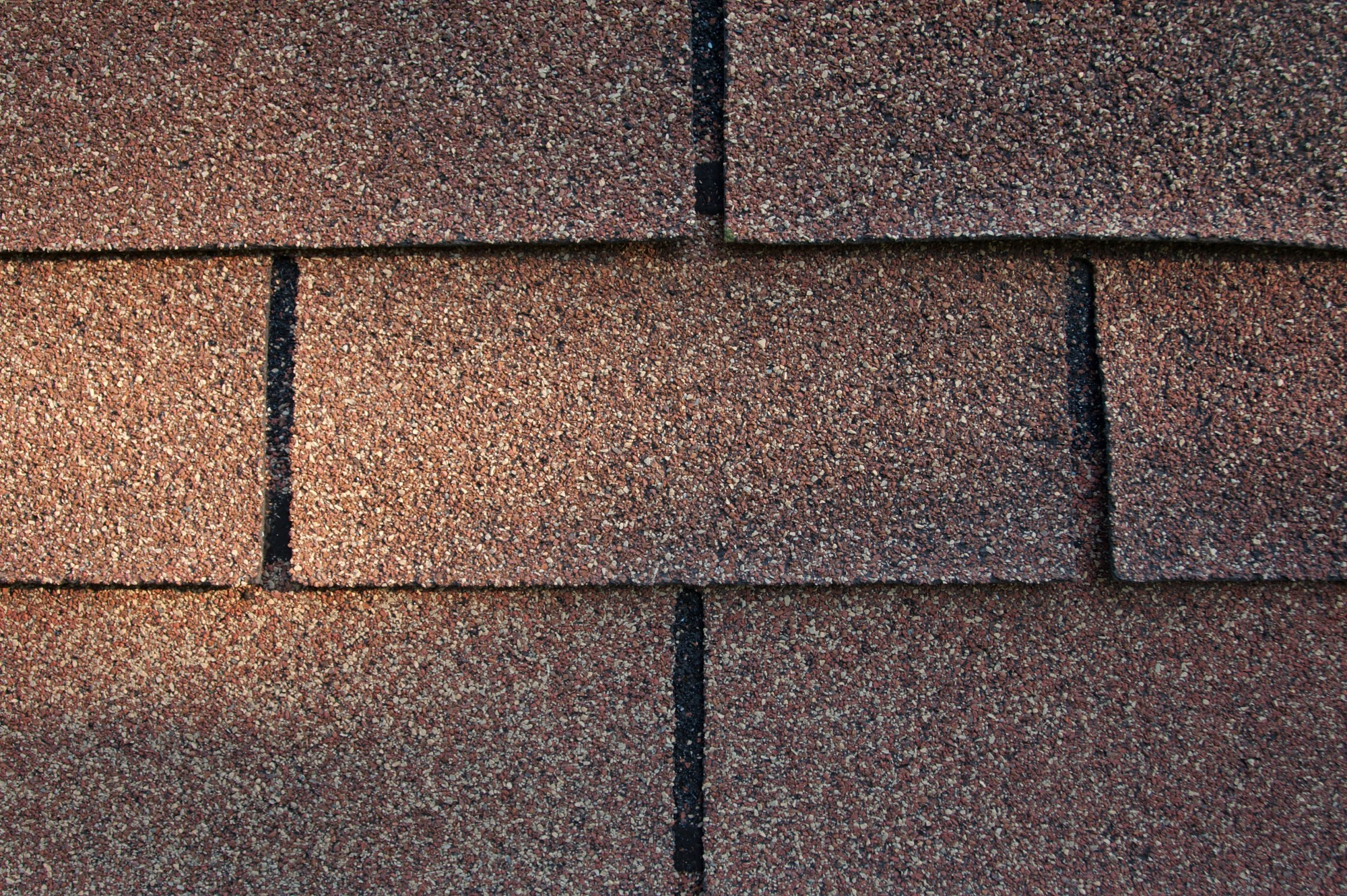
Asfaltový šindel - nejjednodušší tvar

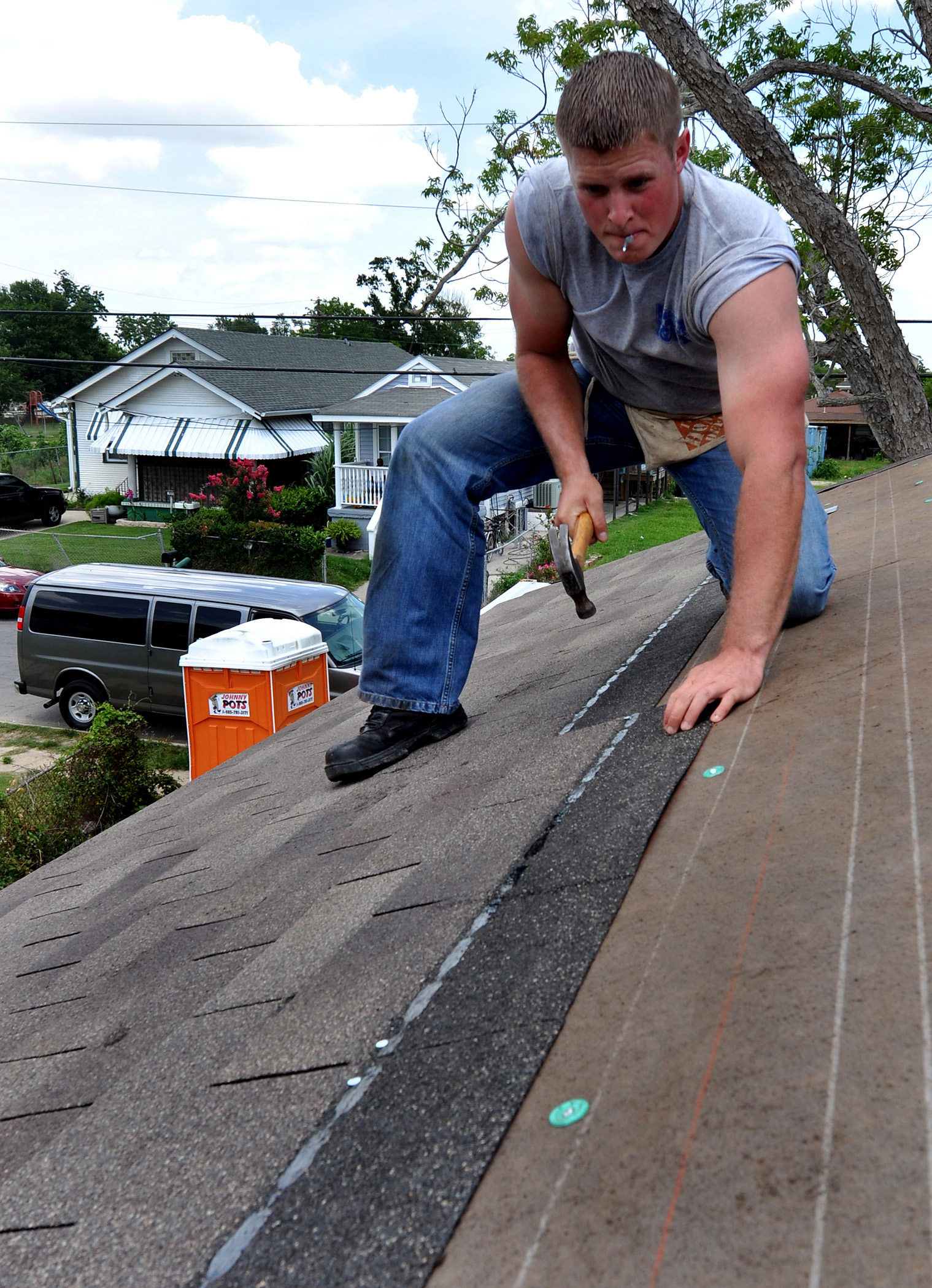
Pokládka asfaltových šindelů

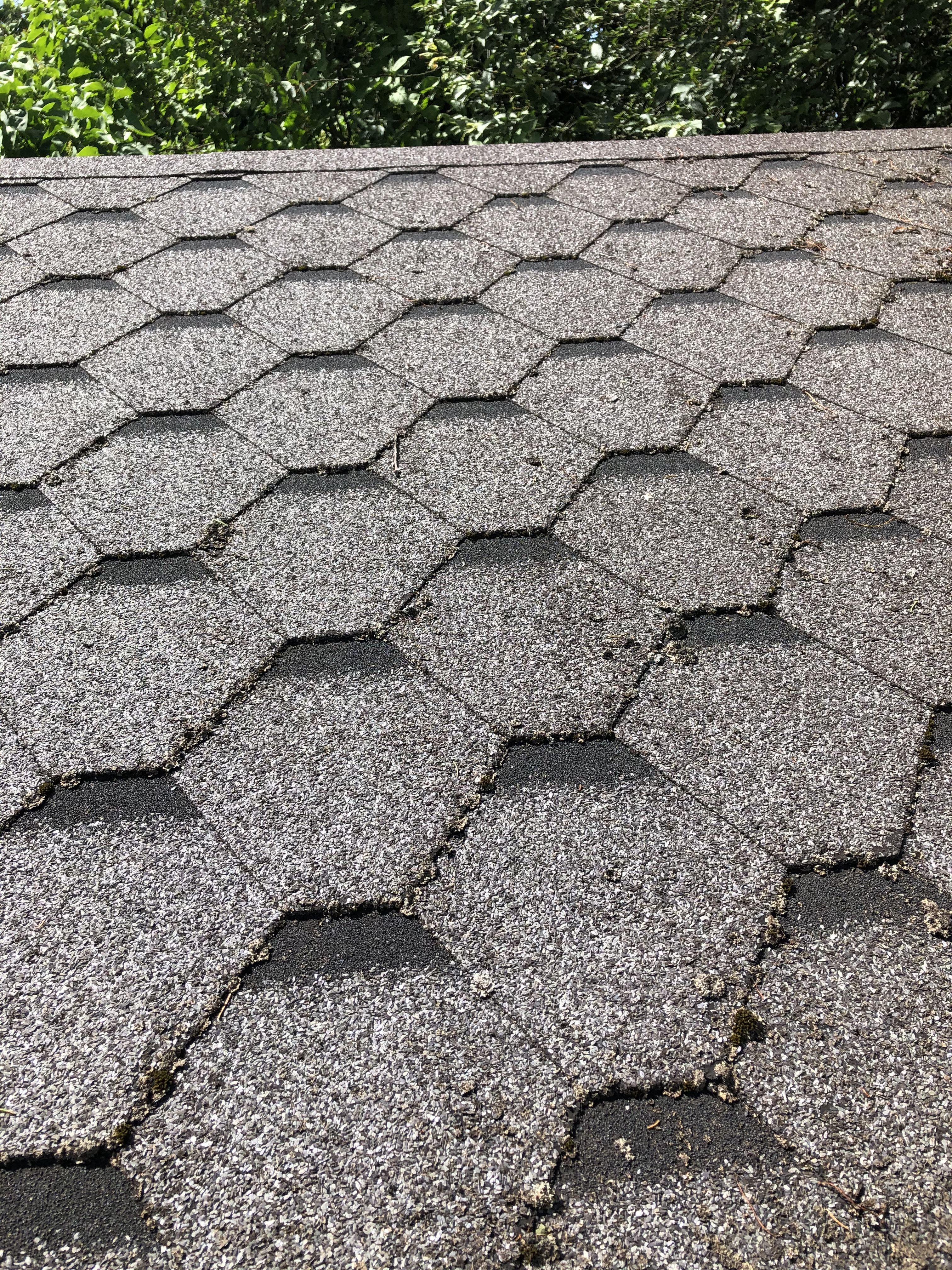
Lichoběžníkové lamely tvořící šestiúhelníky

Asfaltový šindel, případně bitumenový šindel, často označovaný jako kanadský šindel nebo bonský šindel, je typ střešní krytiny, která používá asfalt jako hydroizolační vrstvu. Má relativně nízké investiční náklady a je poměrně jednoduchá na instalaci. Jde o jednu z nejpoužívanějších střešních krytin na světě. V Česku se však jejich podíl pohybuje kolem 10 %. Asfaltovými šindeli je možno pokrývat i svislé stěny.

## Historie
Asfaltové šindele vynalezl Henry Reynolds z Grand Rapids v Michiganu (USA).  Začaly se používat počátkem 20. století, jejich rychlému rozšíření pomohla kampaň pojišťovací asociace National Board of Fire Underwriters za ukončení používání dřevěných šindelů na střechách. Předchůdcem těchto šindelů byly asfaltové hydroizolační pásy (tzv. ipa). Inovace spočívala v přidání břidlicových granulí na povrch pro zvýšení odolnosti a nařezání na pásy s lamelami.
Zpočátku měly všechny šindele nosnou vložku z organického materiálu. Původně bavlněná "plsť" z recyklovaných hadrů byla později nahrazena vlnou, jutou, dřevní buničinou a dalšími materiály. V 50. letech 20. století se začaly používat samolepicí pásy na spodní straně, aby se omezilo poškození šindelových střech větrem. Zároveň se k upevňování začaly používat sešívací sponky namísto hřebíků. V roce 1960 byly s omezeným úspěchem představeny šindele s nosnou vložkou ze skleněných vláken, které byly lehčí a pružnější, avšak náchylnější k poškození větrem, zejména při teplotách pod bodem mrazu. Používala se i azbestová vlákna, později se však prokázalo, že šindele se skelnými vlákny mají srovnatelnou odolnost a ohnivzdornost. V 60. letech také výzkum ukázal, že poškození kroupami nastává, když velikost krup přesáhne 35 mm.

## Typy
K výrobě asfaltových šindelů se tradičně používaly dva typy nosných materiálů: organické a ze skelných vláken. Nověji se používají vlákna polymerová. Nosná vložka impregnovaná asfaltem je z jedné nebo obou stran pokryta asfaltem nebo modifikovaným asfaltem. Horní povrch je posypán kamennou nebo keramickou drtí, spodní povrch je ošetřen, aby se pásy k sobě nelepily před instalací.
Granule na horním povrchu mají jednak estetickou funkci, zároveň však blokují ultrafialové záření, které způsobuje degradaci asfaltu, a částečně chrání asfaltové jádro před mechanickým poškozením. Některé šindele mají povrch ošetřený biocidy, které omezují růst řas, mechů a lišejníků. Samolepicí pásy na spodní straně šindelů zabraňují nadzvednutí při silném větru. Obvykle jde o vápencem nebo popílkem modifikovanou pryskyřici nebo polymerem modifikovaný bitumen.

### S organickou vložkou
Základní vrstva je vyrobena z organických materiálů, jako je sběrový papír, celulóza, dřevěná vlákna nebo jiné materiály. Ta se nasytí asfaltem, aby byla vodotěsná, poté se nanese vrchní vrstva z adhezivního asfaltu a posype se granulemi. Šindele tohoto typu obsahují přibližně o 40 % více asfaltu na jednotku plochy než šindele s nosnou vrstvou ze skleněných vláken. Jejich organické jádro je náchylnější k poškození ohněm. Jsou však méně křehké v chladném počasí.
Některé organické šindele vyrobené před začátkem 80. let 20. století mohou obsahovat azbest.
Téměř všichni velcí výrobci asfaltových šindelů ukončili výrobu organických šindelů do konce roku 2000. Platná norma ČSN EN 544 již organické šindele nezahrnuje.

### Se sklovláknitou vložkou
Výztuž ze skelných vláken byla navržena jako náhrada za azbest v organických rohožích. Základní vrstva je z nahodile orientovaných skleněných vláken spojených močovinoformaldehydovou pryskyřicí, která je poté potažena asfaltem obsahujícím minerální plniva, aby byla vodotěsná. Tyto šindele lépe odolávají ohni. Plošná hmotnost se obvykle pohybuje mezi 9 a 11 kg/m2.

### Tvary
Asfaltové střešní šindele jsou vysekávány do různých tvarů. Nejjednodušší jsou rovné, u nichž je vyseknuta pouze mezera mezi lamelami (zuby). Jednotlivé lamely mohou být tvarovány do oblouku, takže po položení vypadají podobně jako bobrovka, nebo do lichoběžníku, takže po položení tvoří šestiúhelníky. Používají se i jiné tvary.

## Montáž
Asfaltové šindele se kladou na tzv. bednění - souvislou plochu z prken nebo OSB desek překrytou podkladními pásy na bázi asfaltu. U svislých stěn lze podklad vynechat. Okapní hrana se před pokládkou šindelů oplechuje. Úžlabí a nároží střechy mohou být vytvořeny ze šindelů, případně z asfaltových pásů, aby vizuálně splynuly s krytinou, nebo mohou být rovněž oplechovány. Šindele se k podkladu připevňují speciálními hřebíky (nekorodující, s větší hlavičkou a vroubkovaným dříkem) nebo sponkami (někteří výrobci použití sponek nedoporučují), jejichž délka by měla být kratší než tloušťka bednění; sponky se umisťují v menší rozteči než hřebíky. Šindele se kladou od okapu ke hřebeni tak, aby mezery mezi šindeli v jedné řadě byly přibližně uprostřed šindelů v řadě následující.